# Zoot Sims
Pour les articles homonymes, voir Zoot et Sims.

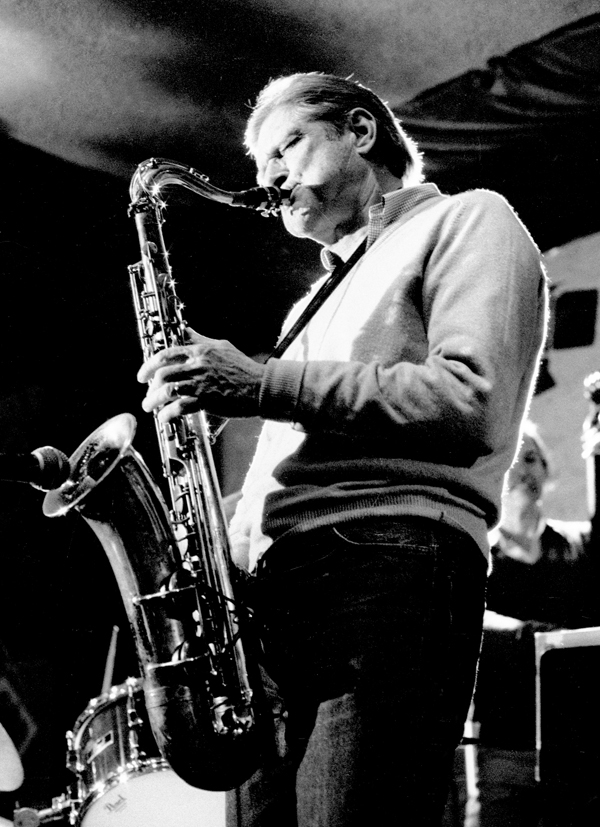
Zoot Sims "Keystone Korner" San Francisco 1983

John Haley Sims, dit Zoot Sims, est un saxophoniste de jazz américain, né le 29 octobre 1925 à Inglewood (Californie) et mort le 23 mars 1985 à New York.

## Biographie

### Jeunesse et musicien de big band
Fils de Pete Sims et Kate Haley, John Haley Sims est issu d'une famille travaillant dans le vaudeville, ce qui lui permet d'apprendre très jeune la clarinette et la batterie. Influencé par les saxophonistes Ben Webster, Coleman Hawkins et Lester Young, à 13 ans il commence à pratiquer le saxophone ténor. De son côté, son frère Ray Sims est tromboniste.
Professionnel à 15 ans, il quitte le lycée pour joindre le groupe de Kenny Baker à Los Angeles, en Californie. C'est ici qu'il acquiert le surnom de "Zoot". Par la suite, il fera partie de nombreux big bands de swing importants dont ceux de Benny Goodman, en 1943, d'Artie Shaw, et de Buddy Rich.
Après son service militaire, on le retrouve dans l'orchestre dixieland du pianiste Jess Stacy. En 1943, on le retrouve chez Benny Goodman. Il y retournera de 1946 à 1947, puis, en 1962 pour une tournée en URSS.

### Four Brothers
De 1947 à 1949, il fait partie du Second Herd de Woody Herman. La section de saxophones de cet orchestre, les Four Brothers, constituée de Zoot Sims, Stan Getz, Herbie Steward au ténor et Serge Chaloff au baryton, est l'une des plus remarquables de l'histoire du jazz. On le voit ensuite dans l'orchestre de Stan Kenton en 1953.

### Soliste et petites formations
À partir de 1954, il devient musicien indépendant et enregistre avec une multitude d'orchestres de studio. On peut l'entendre sur des disques de Miles Davis, Chet Baker, Clifford Brown, Bob Brookmeyer, Bill Evans, Charles Mingus, Quincy Jones, Ella Fitzgerald. Il enregistre régulièrement sous la direction de Gerry Mulligan, dans son Sextet de 1954 à 1956, puis avec le Concert Jazz Band en 1960. On peut écouter avec intérêt l'album Tenor Conclave où on le retrouve dans un « all stars » de saxophonistes aux styles très différents, John Coltrane, Hank Mobley et Al Cohn. Par ailleurs, il enregistre de nombreux albums sous son nom, en particulier avec des petites formations codirigées avec son ami et confrère Al Cohn. C'est en duo avec Al Cohn qu'il accompagne l'écrivain Jack Kerouac récitant certains de ses poèmes (Blues & Haikus, 1958). À partir de 1967, il participe à de nombreuses tournées avec le "JATP" organisées par Norman Granz.
En novembre 1970, il épouse la journaliste Louise Ault alors qu'il est déjà devenu un saxophoniste reconnu. Le couple vit à New York bien que le musicien continue à se déplacer constamment lors des tournées. Pendant cette décennie, son alcoolisme endommage son foie. Il deviendra sobre par la suite.
De 1975 à 1984, il enregistre d'ailleurs une série d'albums pour le label de ce dernier, Pablo Records, par exemple, Art 'N' Zoot en 1981 avec Art Pepper.

### Décès
En 1982, on lui découvre une excroissance derrière le rein droit. Zoot Sims meurt d'un cancer au Centre  médical Mont Sinai de New York, le 23 mars 1985.
Une grande partie du matériel enregistré par Zoot Sims a été détruit lors de l'incendie d'Universal, en 2008.

## Style
Surtout connu comme saxophoniste ténor, il a aussi utilisé le saxophone alto dans les années 1950 et le saxophone soprano à partir des années 1970.
Zoot Sims, dont le style est fortement inspiré de celui de Lester Young, est souvent considéré comme le plus swinguant des Brothers.

## Discographie

### Comme co-leader
- 1956 : Zoots Sims, Bob Brookmeyer : Tonite's Music Today, Storyville Records STLP 907
- 1958 : Joe Newman With Zoots Sims : Locking Horns, Rama Records RLP 1003
- The Brothers (Prestige, 1949) - avec Stan Getz & Al Cohn
- Zoot Sims All Stars (Zoot Sims - Al Cohn - Kai Winding - George Wallington - Percy Heath - Art Blakey) (Esquire Records, 1953)
- The Modern Art of Jazz by Zoot Sims (Dawn, 1956)
- From A to... Z (RCA Victor, 1956) - The Al Cohn/Zoot Sims Sextet
- Tonite's Music Today (Storyville, 1956) Zoot Sims and Bob Brookmeyer
- Whooeeee (Storyville, 1956) - The Zoot Sims-Bob Brookmeyer Quintet
- Zoot Sims – Zoot Sims avec Henri Renaud et son orchestre et Jon Eardley (Ducretet-Thomson 250V023, 1956) enregistré à Paris, Mars 15 & 16, 1956, tenor saxophone – Zoot Sims, piano – Henri Renaud, trumpet – Jon Eardley
- Zoot! (Riverside 1956)
- Tenor Conclave (Riverside, 1956) avec Hank Mobley, Al Cohn, John Coltrane, Red Garland, Paul Chambers & Art Taylor
- Jutta Hipp with Zoot Sims (Blue Note, 1956) - avec Jutta Hipp
- Goes To Jazzville (1956) avec Totah, Williams, Bill Anthony, Jerome Lloyd, et Gus Johnson
- The Modern Art of Jazz (Dawn, 1956)
- Zoot Sims and The Joe Castro Trio Live at Falcon Lair (1956)
- That Old Feeling is a double-issue CD of two 1956 albums, one including "Bohemia After Dark", Sims' first recorded alto solo, and Zoot Sims plays Alto, Tenor, and Baritone
- Zoot Sims/Al Cohn - Hoagy Carmichael Sessions and More (1957) recorded in New York, Sims plays tenor and Cohn, baritone with Nick Travis, trombonist Jimmy Cleveland, pianist Elliot Lawrence, bassist Milt Hinton, and drummer Osie Johnson. Arrangements by Bill Elton
- The Four Brothers... Together Again! (Vik, 1957) - avec Serge Chaloff, Al Cohn et Herbie Steward
- Al and Zoot (Coral, 1957) avec Al Cohn Quintet
- Locking Horns (Rama, 1957) avec Joe Newman
- Stretching Out (United Artists, 1958) avec Bob Brookmeyer
- Jazz Alive! A Night at the Half Note (United Artists, 1959) avec Al Cohn et Phil Woods
- Either Way (1959–60) avec Cecil Collier, Bill Crow, Gus Johnson et Mose Allison
- You 'n Me (Mercury, 1960) - the Al Cohn/Zoot Sims Quintet
- Down Home (Bethlehem, 1960) with Dave McKenna, George Tucker, et Dannie Richmond
- At the Half Note Again (1965) avec Cohn, pianiste Roger Kellaway, bassiste Bill Crow, batteur Mel Lewis. On some tracks there is a third tenor player Richie Kamuca and a different rhythm section (pianist Dave Frishberg, bassist Tommy Potter and Lewis)
- New Beat Bossa Nova (Colpix, 1962)
- New Beat Bossa Nova Vol. 2 (Colpix, 1962)
- Zoot at Ronnie Scott's (1962)
- Solo for Zoot (1962, recorded at Ronnie Scott's)
- Two Jims and Zoot (Mainstream, 1964) - avec Jimmy Raney & Jim Hall
- Inter-Action (Cadet, 1965) - avec Sonny Stitt
- Suitably Zoot (Pumpkin, 1965 [1979]) avec the Al Cohn-Richie Kamuca Sextet and the Bob Brookmeyer Quintet
- Al and Zoot in London (1965, recorded at Ronnie Scott's)
- Waiting Game (Impulse!, 1966) - avec orchestra arranged by Gary McFarland
- The Greatest Jazz Concert in the World (1967) avec various artists as part of a jam session (Pablo, 1967)
- Al Cohn & Zoot Sims - Easy As Pie - live at the Left Bank Jazz Society night at the Famous Ballroom in Baltimore, 1968. Rhythm section is Dave Frishberg, Victor Sproles on bass and Donald McDonald on drums
- Zoot Sims/Al Cohn - Body and Soul (1973) avec Jaki Byard au piano, George Duvivier sur contrebasse et Mel Lewis à la batterie
- Zoot Suite (1973) - live avec Jimmy Rowles, George Mraz(bass) & Mousey Alexander
- Joe Venuti/Zoot Sims - Joe & Zoot & More (1973) avec Spencer Clark on bass saxophone, Milt Hinton & Bucky Pizzarelli
- Getting Sentimental (1974) - with Jimmy Rowles, Bob Cranshaw & Mickey Rocker
- Zoot Sims and the Gershwin Brothers (1975) with pianist Oscar Peterson, guitarist Joe Pass, George Mraz  and Grady Tate (drums)
- Count Basie/Zoot Sims Basie & Zoot (1975) quartet w. bassist John Heard and drummer Louie Bellson. A bluesy set.
- Motoring Along (1975) avec Al Cohn
- Soprano Sax (1976) avec Ray Bryant, George Mraz, and Grady Tate
- Hawthorne Nights (1976) with a small big band and arrangements by Bill Holman
- Somebody Loves Me, a re-issue of tracks cut in the mid-1970s for the Groove Merchant label, featuring Sims on tenor and soprano with Bucky Pizzarelli (guitar), Milt Hinton (bass), and Buddy Rich (drums). Some of this was released at the time as the album Nirvana. Reissued by Pilz Records (USA) on CD as Send in the Clowns
- If I'm Lucky (Pablo, 1977) with Jimmy Rowles
- For Lady Day (1978) Sims, Rowles and Mraz, performing some of Billie Holiday's favourite numbers. Jackie Williams on drums
- Zoot Sims and Sweets Edison - Just Friends (Pablo, 1978). Released on Norman Granz's Pablo Records
- Zoot Sims in Copenhagen (1978)
- Zoot Sims/The Swinger (1979)
- Zoot Sims Featuring Buddy Rich (Philips LP 16PJ-2003, 1980) avec Buddy Rich
- I Wish I Were Twins - Zoot Sims avec Jimmy Rowles (1981)
- Art Pepper/Zoot Sims - Art 'n' Zoot (1981) - avec contrebassiste Ray Brown et guitariste Barney Kessel
- Zoot Sims with Joe Pass - Blues For Two (1982)
- Suddenly It's Spring - (1983) avec Rowles, Mraz and Akira Tana
- Quietly There (1984) Zoot Sims plays Johnny Mandel compositions avec Mike Wofford piano, Chuck Berghofer bass, Nick Ceroli drums, and Victor Feldman percussion, his final recording

### Comme sideman
Avec Jon Eardley
- The Jon Eardley Seven (Prestige Records LP 7033, 1956)

Avec Pepper Adams
- Encounter! (Prestige, 1968)

Avec Trigger Alpert
- Trigger Happy! (Riverside, 1956)

Avec Chet Baker
- Chet Baker & Strings (Columbia, 1954)
- Chet Baker Plays the Best of Lerner and Loewe (Riverside, 1959)

Avec Louis Bellson
- Louis Bellson Quintet (Norgran, 1954)

Avec Clifford Brown
- Jazz Immortal (Pacific Jazz, 1954)

Avec le Clarke-Boland Big Band
- Jazz Is Universal (Atlantic, 1962)

Avec Al Cohn
- The Sax Section (Epic, 1956)

Avec Eddie "Lockjaw" Davis & Oscar Peterson
- The Tenor Giants Featuring Oscar Peterson (Pablo, 2000)

Avec Art Farmer
- The Aztec Suite (United Artists, 1959)

Avec Curtis Fuller
- South American Cookin' (Epic, 1961)

Avec Quincy Jones
- The Birth of a Band! (Mercury, 1959)

Avec Stan Kenton
- Portraits on Standards (Capitol, 1953)
- The Kenton Era (Capitol, 1940–54, [1955])

Avec Jack Kerouac
- Blues and Haikus (Hanover-Signature, 1959)

Avec Carmen McRae
- Something to Swing About (Kapp, 1959)

Avec the Metronome All-Stars
- Metronome All-Stars 1956 (Clef, 1956)

Avec Charles Mingus
- The Complete Town Hall Concert (Blue Note, 1962 [1994])

Avec Jack Montrose
- Arranged by Montrose (Pacific Jazz, 1954)

Avec Gerry Mulligan
- California Concerts (Pacific Jazz, 1955)
- Presenting the Gerry Mulligan Sextet (EmArcy, 1955)
- Mainstream of Jazz (EmArcy, 1956)
- The Gerry Mulligan Songbook (World Pacific, 1957)
- The Concert Jazz Band (Verve, 1960)
- Gerry Mulligan and the Concert Jazz Band on Tour (Verve, 1960 [1962])
- Something Borrowed - Something Blue (Limelight, 1966)

Avec Oliver Nelson
- Encyclopedia of Jazz (Verve, 1966)
- The Sound of Feeling (Verve, 1966)

Avec Anita O'Day
- All the Sad Young Men (Verve, 1962)

Avec Lalo Schifrin & Bob Brookmeyer
- Samba Para Dos (Verve, 1963)

Avec Shorty Rogers
- Shorty Rogers Courts the Count (RCA Victor, 1954)

Avec Sonny Stitt
- Broadway Soul (Colpix, 1965)

Avec Clark Terry
- Mother      ! Mother      ! (Pablo, 1979)

Avec Sarah Vaughan
- Vaughan and Violins (Mercury, 1958)
- The Duke Ellington Songbook, Vol. 1 (Pablo, 1979)
- Linger Awhile: Live at Newport and More (Pablo, 2000)

Avec Phoebe Snow
- Phoebe Snow (Shelter, 1974)

Avec Joe Williams
- At Newport '63 (RCA Victor, 1963)

Avec Big Joe Turner et Count Basie
- The Bosses (Pablo Records, 1974)